# Galo Soler Illia
Galo Juan de Ávila Arturo Soler Illia (n. Buenos Aires, 31 de mayo de 1970) es un doctor en química argentino especializado en nanotecnología. Se desempeña como investigador del CONICET en el Instituto de Nanosistemas de la Universidad Nacional de San Martín (INS-UNSAM), que fundó y dirige como decano desde 2014.
Su área de trabajo son los sólidos mesoporosos, en la modificación de matrices inorgánicas mesoporosas con grupos orgánicos, en nanopartículas, películas delgadas y materiales jerárquicos, y en el diseño y producción de nuevos nanosistemas con arquitecturas inteligentes y propiedades a medida.
Además es conocido por su trabajo como divulgador científico, siendo columnista del programa Científicos industria argentina y autor de diversos libros de divulgación sobre la nanotecnología.

## Biografía
Galo Soler Illia es nieto de Arturo Umberto Illia, presidente de Argentina entre 1963 y 1966. Cursó sus estudios secundarios en El Colegio Nacional de Buenos Aires. Se licenció en Química en la Facultad de Ciencias Exactas y Naturales de la Universidad de Buenos Aires (UBA), en la que obtuvo su doctorado en 1998 con la tesis «Mecanismos de precipitación de partículas monodispersas de precursores de óxidos mixtos», con Miguel Ángel Blesa como director. Hizo un postdoctorado en nanomateriales, estudiando especialmente la síntesis y los mecanismos de formación de óxidos mesoestructurados y mesoporosos de metales de transición, en la Universidad de París IV París-Sorbonne con Clément Sánchez.
En 2003 fundó en la Argentina el grupo «Química de Nanomateriales» en la Comisión Nacional de Energía Atómica (CNEA). Es investigador superior del Consejo Nacional de Investigaciones Científicas y Técnicas (Conicet), con lugar de trabajo en el Instituto de Nanosistemas de la Universidad Nacional de San Martín, que fundó y dirige como decano desde 2014. También es profesor adjunto en el Departamento de Química Inorgánica, Analítica y Química Física de la Facultad de Ciencias Exactas y Naturales de la UBA, profesor de la Escuela de Posgrado de la Universidad Nacional de San Martín (UNSaM) y fue profesor invitado en las universidades de París VI y Melbourne.
Realiza divulgación científica en televisión, es columnista del programa Científicos industria argentina, da conferencias en diversas entidades (Tecnópolis, universidades, etc.) y publicó alrededor de un centenar de artículos científicos y el libro Nanotecnología. El desafío del siglo XXI. Participa del programa «Escritura en Ciencias 2012-2013» cuyo objetivo es la promoción del conocimiento científico en ciencias naturales con la creación de dieciocho libros, entre los cuales está Nanociencia y nanotecnología: ¿Para qué nos puede servir? del que es asesor. Mantiene proyectos de colaboración con la industria y con laboratorios nacionales y extranjeros. Ha dirigido cinco tesis doctorales.

## Familia
Está casado con Astrid Grotewold con quien tuvo tres hijas Gaia Leticia Soler Grotewold, Eugenia Silvia Soler Grotewold y Daphne Sofia Soler Illia.

## Publicaciones
Selección de publicaciones más citadasː
- Soler-Illia, G. J. D. A., Sanchez, C., Lebeau, B., & Patarin, J. (2002). Chemical strategies to design textured materials: from microporous and mesoporous oxides to nanonetworks and hierarchical structures. Chemical reviews, 102(11), 4093-4138.
- Sanchez, C., Soler-Illia, G. D. A., Ribot, F., Lalot, T., Mayer, C. R., & Cabuil, V. (2001). Designed hybrid organic− inorganic nanocomposites from functional nanobuilding blocks. Chemistry of Materials, 13(10), 3061-3083.
- Crepaldi, E. L., Soler-Illia, G. J. D. A., Grosso, D., Cagnol, F., Ribot, F., & Sanchez, C. (2003). Controlled formation of highly organized mesoporous titania thin films: from mesostructured hybrids to mesoporous nanoanatase TiO2. Journal of the American Chemical Society, 125(32), 9770-9786.v

## Premios
- 2013. Premio Konex de Platino en Ciencias y Tecnología en el rubro Nanotecnología, otorgado por la Fundación Konex.[7]
- 2013. Premio a la calidad científica «Dra. Elizabeth Jares-Erijman», dirigido a investigadores destacados en Nanociencias y Nanotecnología, otorgado por la Fundación Argentina de Nanotecnología. Compartido con el doctor en física Alejandro Fainstein.[2]
- 2010 "Premios Academia Nacional de Ciencias", edición 2010."Premio Ranwel Caputto", en la especialidad Fisicoquímica y Química Inorgánica, a los Dres. Galo Soler-Illia y Omar Azzaroni.
- 2009. Premio Bernardo Houssay en química, bioquímica, biología molecular.[8]
- 2006. Premio Bernardo Houssay al investigador joven, otorgado por la Secretaría de Ciencia y Tecnología (SeCyT).[9]
- 2006. Premio Venancio Deloufeu en química para jóvenes investigadores, otorgado por la Academia Nacional de Ciencias Exactas, Físicas y Naturales, Argentina.